# مهرآباد (میبد)
مهرآباد (میبد)، روستایی از توابع بخش مرکزی شهرستان میبد در استان یزد ایران است.

## جمعیت
این روستا در دهستان شهدا قرار دارد و براساس سرشماری مرکز آمار ایران در سال ۱۳۸۵، جمعیت آن ۸۲۱ نفر (۲۰۷خانوار) بوده‌است.